# Kazuya Murata
Kazuya Murata (村田 和哉, Murata Kazuya) est un footballeur japonais né le 7 octobre 1988. Il évolue au poste de milieu de terrain.

## Biographie
Murata commence sa carrière professionnelle au Cerezo Osaka. Il débute en première division lors de l'année 2011. Cette même saison, il joue un match en Ligue des champions de l'AFC et atteint les demi-finales de la Coupe du Japon.
En avril 2013, il est transféré au Shimizu S-Pulse.